# Frantz Philippe
Frantz Philippe (18 luglio 1968) è un ex schermidore francese.

## Biografia
Nei campionati mondiali di scherma ha conquistato una medaglia d'argento a La Chaux-de-Fonds nel 1998, nella gara di spada a squadre.
Nei campionati europei di scherma ha conquistato una medaglia d'oro a Funchal nel 2000, una medaglia d'argento a Plovdiv nel 1998 ed una medaglia di bronzo a Coblenza nel 2001, nella gara di spada a squadre.

## Palmarès
In carriera ha conseguito i seguenti risultati:
- Mondiali di scherma

La Chaux-de-Fonds 1998: argento nella spada a squadre.
- Europei di scherma

Plovdiv 1998: argento nella spada a squadre.
Funchal 2000: oro nella spada a squadre.
Coblenza 2001: bronzo nella spada a squadre.
- Giochi del Mediterraneo

Bari 1997: oro nella spada individuale.